# Arabis stellulata
Arabis stellulata là một loài thực vật có hoa trong họ Cải. Loài này được Desv. & Berthel. mô tả khoa học đầu tiên năm 1813.